# Coupe de France 2017/18

CdF-Wettbewerbslogo

Der Wettbewerb um die Coupe de France in der Saison 2017/18 war die 101. Ausspielung des französischen Fußballpokals für Männermannschaften. Titelverteidiger Paris Saint-Germain FC gewann in diesem Jahr das vierte Endspiel in Folge und seine zwölfte Trophee insgesamt; für den Finalgegner VF Les Herbiers, einen Drittligisten, war es die erste Endspielteilnahme.
Während die Dritt- und die Zweitligavereine ebenso wie elf Teilnehmer aus sieben der französischen überseeischen Gebiete bereits in den von den regionalen Untergliederungen des Landesverbands Fédération Française de Football (FFF) organisierten Qualifikationsrunden in den Wettbewerb eingreifen müssen – die Drittligisten in der 5., die beiden letztgenannten Gruppen in der 7. Runde –, beginnt für die Erstligisten – und gegebenenfalls einen unterklassigen Titelverteidiger – der Wettbewerb erst zwei Runden später mit dem Zweiunddreißigstelfinale (Beginn des Hauptwettbewerbs). Nur in dieser Runde werden die dafür qualifizierten 64 Vereine landesweit in vier regionale Lostöpfe à 16 Mannschaften aufgeteilt, worin jeweils annähernd gleich viele Teams gleicher Ligazugehörigkeit vertreten sind. Ab dem Sechzehntelfinale fällt auch diese Vorsortierung weg und der Wettbewerb wird ausschließlich nach dem klassischen Pokalmodus ausgetragen: Spielpaarungen werden ohne Setzlisten aus sämtlichen noch im Wettbewerb befindlichen Klubs ausgelost und jeweils lediglich ein Spiel ausgetragen, an dessen Ende ein Sieger feststehen muss (und sei es durch Verlängerung und Elfmeterschießen), der sich dann für die nächste Runde qualifiziert, während der Verlierer ausscheidet. Auch das Heimrecht wird für jede Begegnung durch das Los ermittelt, allerdings mit der Einschränkung, dass Klubs, die gegen eine mindestens zwei Ligastufen höher spielende Elf anzutreten haben, automatisch Heimrecht bekommen.
Die unterklassigen Vereine kämpfen zudem wiederum um den mit Geldpreisen verbundenen Titel als erfolgreichster Außenseiter. Dieser derzeit hauptsächlich von PMU gesponserte Nebenwettbewerb trägt die offizielle Bezeichnung Classement des Petits Poucets (auf Deutsch: „Däumlingswertung“). Mannschaften aus den Überseegebieten haben es 2017/18 nicht in den Hauptwettbewerb geschafft; als letzte schieden Étoile Matury aus Französisch-Guayana und die AS Excelsior Saint-Joseph von La Réunion in der 8. Runde aus. Dafür erreichten zwei Achtligisten den Hauptwettbewerb: der FC Still 1930 aus dem Elsass und der AC Houilles aus der Nachbarschaft von Paris.

## Zweiunddreißigstelfinale
Spiele am 6. bis 8. Januar 2018. L1, L2 bzw. D3 stehen für die Zugehörigkeit zur ersten bis dritten Liga, N2 bzw. N3 für die beiden landesweiten Amateurligen, R1 („Régional 1“) für die sechste, R2 und R3 für die siebte bzw. achte Ligenstufe.
Ergebnisse: n. V. = nach Verlängerung, i. E. = im Elfmeterschießen.
| - FC Toulouse (L1) – OGC Nizza (L1) 1:0 - AS Nancy (L2) – Olympique Lyon (L1) 2:3 - FC Sochaux (L2) – SC Amiens (L1) 6:0 - SCO Angers (L1) – FC Lorient (L2) 0:2 - EA Guingamp (L1) – Chamois Niort (L2) 1:0 - USL Dunkerque (D3) – FC Metz (L1) 2:4 - Le Mans FC (N2) – OSC Lille (L1) 2:4 - USM Senlis (N3) – FC Nantes (L1) 0:4 - SC Hazebrouck (R1) – SM Caen (L1) 0:2 - FC Still 1930 (R3) – ES Troyes AC (L1) 0:1 - SC Schiltigheim (N2) – AJ Auxerre (L2) 1:5 - FC Chartres (N2) – FC Tours (L2) 1:2 - CO Avallon (N3) – FC Chambly (D3) 0:2 - AC Houilles (R3) – US Concarneau (D3) 0:3 - FC Fleury (N2) – ASC Biesheim (N3) 0:1 - FC Canet (N3) – SN Imphy Decize (R1) 3:0 | - Racing Strasbourg (L1) – FCO Dijon (L1) 3:2 n. V. - Stade Rennes (L1) – Paris Saint-Germain FC (L1) 1:6 - AS Saint-Étienne (L1) – Olympique Nîmes (L2) 2:0 - Olympique Marseille (L1) – FC Valenciennes (L2) 1:0 n. V. - US Granville (N2) – Girondins Bordeaux (L1) 2:1 n. V. - Moulins-Yzeure Foot (N2) – AS Monaco (L1) 2:5 - CA Pontarlier (N3) – HSC Montpellier (L1) 1:1 n. V. (2:4 i. E.) - Racing Lens (L2) – US Boulogne (D3) 3:2 n. V. - Gazélec FC Ajaccio (L2) – Grenoble Foot (D3) 1:2 - US Saint-Malo (N2) – LB Châteauroux (L2) 1:2 - AS Fabrègues (N3) – FC Bourg-Péronnas (L2) 1:2 n. V. - Entente Sannois Saint-Gratien (D3) – SAS Épinal (N2) 1:2 - FC Angoulême (N3) – VF Les Herbiers (D3) 1:2 n. V. - US Colomiers (N2) – Le Puy Foot (N2) 1:1 n. V. (4:2 i. E.) - OC Vannes (N3) – Stade Saint-Brieuc (N2) 1:1 n. V. (3:5 i. E.) - FC Saint-Lô (N3) – FCM Aubervilliers (N3) 2:2 n. V. (3:2 i. E.) |

## Sechzehntelfinale
Spiele am 23. bis 25. Januar 2018.
| - AS Monaco (L1) – Olympique Lyon (L1) 2:3 - Racing Strasbourg (L1) – OSC Lille (L1) 2:1 - FC Nantes (L1) – AJ Auxerre (L2) 3:4 - HSC Montpellier (L1) – FC Lorient (L2) 4:3 - FC Tours (L2) – FC Metz (L1) 0:0 n. V. (1:2 i. E.) - Stade Saint-Brieuc (N2) – Racing Lens (L2) 0:1 - US Colomiers (N2) – FC Sochaux (L2) 1:2 - FC Saint-Lô (N3) – VF Les Herbiers (D3) 1:2 | - ES Troyes AC (L1) – AS Saint-Étienne (L1) 1:1 n. V. (4:3 i. E.) - Paris Saint-Germain FC (L1) – EA Guingamp (L1) 4:2 - FC Bourg-Péronnas (L2) – FC Toulouse (L1) 2:0 - SAS Épinal (N2) – Olympique Marseille (L1) 0:2 - FC Canet (N3) – SM Caen (L1) 1:1 n. V. (3:4 i. E.) - LB Châteauroux (L2) – FC Chambly (D3) 1:1 n. V. (3:4 i. E.) - US Granville (N2) – US Concarneau (D3) 3:2 n. V. - ASC Biesheim (N3) – Grenoble Foot (D3) 2:2 n. V. (0:3 i. E.) |

## Achtelfinale
Spiele am 6. bis 8. Februar 2018.
| - FC Metz (L1) – SM Caen (L1) 2:2 n. V. (2:3 i. E.) - Racing Lens (L2) – ES Troyes AC (L1) 1:0 - AJ Auxerre (L2) – VF Les Herbiers (D3) 0:3 - FC Chambly (D3) – US Granville (N2) 1:0 | - HSC Montpellier (L1) – Olympique Lyon (L1) 1:2 - FC Bourg-Péronnas (L2) – Olympique Marseille (L1) 0:9 - FC Sochaux (L2) – Paris Saint-Germain FC (L1) 1:4 - Grenoble Foot (D3) – Racing Strasbourg (L1) 0:3 |

## Viertelfinale
Spiele am 27. Februar bis 1. März 2018.
| - SM Caen (L1) – Olympique Lyon (L1) 1:0 - FC Chambly (D3) – Racing Strasbourg (L1) (a) 1:0 | - Paris Saint-Germain FC (L1) – Olympique Marseille (L1) 3:0 - VF Les Herbiers (D3) – Racing Lens (L2) (b) 0:0 n. V. (4:2 i. E.) |

## Halbfinale
Spiele am 17./18. April 2018.
| - VF Les Herbiers (D3) – FC Chambly (D3) 2:0 | - SM Caen (L1) – Paris Saint-Germain FC (L1) 1:3 |

## Finale
Spiel am 8. Mai 2018 im Stade de France vor 73.772 Zuschauern
- Paris Saint-Germain FC – VF Les Herbiers 2:0 (1:0)

### Aufstellungen
Paris: Kevin Trapp – Dani Alves (Thomas Meunier, 85.), Marquinhos, Thiago Silva , Yuri Berchiche – Adrien Rabiot, Giovani Lo Celso, Thiago Motta (Julian Draxler, 68.) – Kylian Mbappé (Javier Pastore, 85.), Edinson Cavani, Ángel Di María
Trainer: Unai Emery
Les Herbiers: Matthieu Pichot – Romuald Marie, Adrien Pagerie, Diaranké Fofana, Guillaume Dequaire – Kévin Rocheteau , Sébastien Flochon, Joachim Eickmayer (Clément Couturier, 87.), Valentin Vanbaleghem (Adrian Dabasse, 62.) – Pierre-Michel Germann (Ambroise Gboho, 63.), Louis Bongongui
Trainer: Stéphane Masala
Schiedsrichter: Mikaël Lesage

### Tore
1:0 Lo Celso (26.)

2:0 Cavani (74., Foulelfmeter)

## Belege und Anmerkungen
1. ↑  Beschluss der FFF-Bundesversammlung vom April 2011